# Luis Medero
Luis Adrián Medero (Hurlingham, Buenos Aires, 24 de enero de 1973) es un exfutbolista y actual entrenador argentino. Actualmente dirige a Club Sportivo Dock Sud que disputa la Primera B Metropolitana de Argentina.

## Jugador

### Trayectoria

#### Gol histórico a Platense en el Apertura '92
Durante el transcurso del Torneo Apertura del campeonato de Primera División 1992-93 del fútbol argentino, Boca Juniors llegaba a la 18.ª fecha de ese torneo, luego de sufrir una dura derrota en la fecha anterior, a manos del Club Deportivo Español. En frente, el rival era el Club Atlético Platense. En aquella jornada del 11 de noviembre de 1992 en el Estadio de la Doble Visera, Boca comenzaba a afrontar los últimos partidos de un torneo en el que terminaría por consagrarse. Y entre los presentes se encontraba un joven Luis Fabián Medero, que en el transcurso de ese cotejo haría historia, gracias a un gol de su autoría. A pocos minutos de finalizar el partido y con un 2-1 a favor de Boca que más hacía preocupar que aliviar, el marcador central tomaría el balón desde el círculo central y comenzaría a eludir rivales, dejando a cuatro en el camino (Cascini, Cravero, Mayo y Baena), para luego ingresar al área rival y definir por encima del arquero Moriconi, más allá del vano esfuerzo de los centrales Bellini y Mayo. Aquel gol que terminaría de sellar el triunfo de Boca sobre Platense, terminaría siendo una de las piedras fundamentales de una consagración por parte de Boca, luego de 11 años de espera. Como corolario de aquel triunfo, quedaría la anecdótica crónica del relator Marcelo Araujo, quien tras amenazar con retirarse de la cabina en caso de que Medero concretase ese gol, terminaría cumpliendo su promesa, dejando solo a su compañero Enrique Macaya Márquez en lo que quedaba de la transmisión, debiendo tomar la responsabilidad de terminar de relatar el partido, un novato Walter Nelson, quien en ese entonces oficiaba como cronista en campo de juego, debiendo relatar desde su puesto de trabajo.

## Clubes

### Como jugador
| Equipo                 | País      | Año       | Partidos | Goles |
| ---------------------- | --------- | --------- | -------- | ----- |
| Boca Juniors           | Argentina | 1992-1996 | 79       | 1     |
| Colón                  | Argentina | 1996-2001 | 151      | 4     |
| San Lorenzo            | Argentina | 2001-2003 | 22       | 0     |
| Olimpo                 | Argentina | 2003      | 0        | 0     |
| Argentinos Juniors     | Argentina | 2004-2005 | 28       | 0     |
| Gimnasia y Esgrima (J) | Argentina | 2006-2007 | 36       | 0     |
| Club Almagro           | Argentina | 2007-2008 |          |       |

### Como entrenador
| Equipo                | País      | Año       |
| --------------------- | --------- | --------- |
| CAI                   | Argentina | 2009-10   |
| Boca Unidos           | Argentina | 2011-12   |
| Patronato             | Argentina | 2012-13   |
| Ferro Carril Oeste    | Argentina | 2013-15   |
| Central Córdoba (SdE) | Argentina | 2015-16   |
| Chaco For Ever        | Argentina | 2018-19   |
| Cipolletti            | Argentina | 2022      |
| Dock Sud              | Argentina | 2023-Act. |

## Palmarés

### Como jugador

#### Campeonatos nacionales
| Título           | Equipo       | País      | Año  |
| ---------------- | ------------ | --------- | ---- |
| Primera División | Boca Juniors | Argentina | 1992 |

#### Campeonatos internacionales
| Título                   | Equipo       | País      | Año  |
| ------------------------ | ------------ | --------- | ---- |
| Copa de Oro Nicolás Leoz | Boca Juniors | Argentina | 1993 |
| Copa Sudamericana        | San Lorenzo  | Argentina | 2002 |